# Данилевський Олександр Сергійович
Олекса́ндр Сергі́йович Даниле́вський (нар. 4 березня 1911 — 27 червня 1969) — український ентомолог, один з основоположників теорії фотоперіодизму комах. Доктор біологічних наук, професор. Завідувач кафедри ентомології Ленінградського університету.

## Біографія
Олександр Данилевський народився 4 березня 1911 року (старий стиль) у селі Олефірівка Миргородського повіту на Полтавщині. Його батько рано помер, на руках матері лишилося п'ятеро дітей. Вона переїхала до Полтави, жили скрутно. Першокласником Олександр став у дев'ять років, бо не було зимового одягу і взуття.
Він товаришував із сусідським хлопцем, Женею Міляновським, той збирав колекцію метеликів, і Сашко захопився цим також. У школі вони відвідували гурток живої природи. Їхній інтерес підтримував і орнітолог Н. І. Гавриленко, завідувач відділу природи Полтавського музею. У музеї хлопці доводили до ладу колекції комах, вивчали їх. 12-13-річні підлітки ходили у походи, де ловили метеликів на світло гасової лампи і медові принади. Олександр мав безумовний талант і до малювання.
Закінчивши семирічку, Олександр мав намір поступати до місцевого сільгосптехнікуму. Але тітка, дружина відомого ленінградського вченого, запросила його переїхати до неї. В Ленінграді він закінчив середню школу (1930).
Як вихідця з дворян Олександра не прийняли до університету. Тож, він одержав вищу освіту у ленінградському Інституті прикладної зоології та фітопатології (1930—1933; диплом з відзнакою). Під час літніх канікул він працював на Полтавській сільськогосподарській дослідній станції.
Молодого фахівця направили агрономом до казахського колгоспу. Згодом, за клопотанням матері і громадськості, йому все ж таки надали можливість поступити до аспірантури при кафедрі ентомології Ленінградського університету (1936).
Темою його дисертаційної роботи стала акліматизаці в СРСР нових видів метеликів-шовкопрядів.

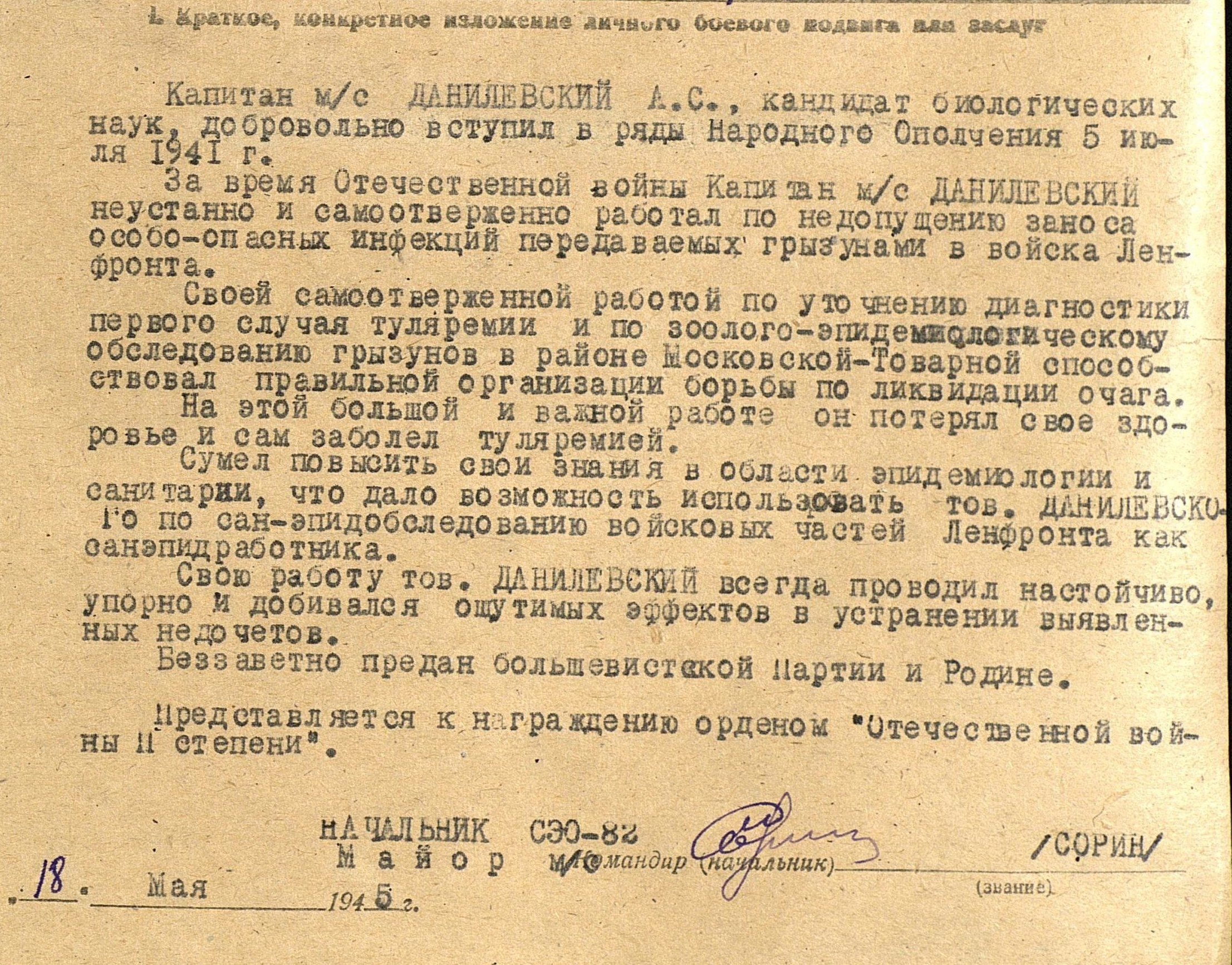
Фрагмент нагородного листа О. С. Данилевського. Травень 1945 року (Архів Міністерства оборони РФ)

У роки війни він добровільно пішов на фронт. Спочатку служив старшиною роти окремого артилерійсько-кулеметного батальйону дивізії народного ополчення, потім санінструктором. Після запеклих вересневих боїв 1941 року батальйон перевели на переформування. Олександр потрапив до Ленінграда, у званні лейтенанта служив у медико-епідеміологічному відділі Ленінградського фронту. Війну він закінчив капітаном медичної служби, лікарем санепідзагону № 82. На цій посаді своєчасно виявив і не допустив поширення туляремії у військах, за що відзначений орденом Червоної Зірки (1945). У заблокованому Ленінграді він завершив написання кандидатської дисертації і захистив її (1943).
Демобілізувавшись, він повернувся до університету, став доцентом, завідувачем кафедри ентомології (1955), захистив докторську дисертацію (1962), здобув професорське звання (1963), був призначений деканом біологічного факультету.
27 червня 1969 року Олександр Сергійович Данилевський раптово помер. Він похований на Серафімівському кладовищі Петербурга.

### Сім'я
Бабуся вченого, Марія Олександрівна Бикова, була онукою О. С. Пушкіна, а дідусь Микола Володимирович Биков — племінником М. В. Гоголя. По батьківській лінії О. С. Данилевський є нащадком відомого письменника другої половини XIX століття, харків'янина Григорія Данилевського, автора історичних романів.
- Батько — Сергій Данилевський (? — 1919), агроном, випускник Петровська сільськогосподарська і лісова академія, господарювання якого відзначене медалями

- Мати — Софія Миколаївна, до шлюбу Бикова, у 1904—1956 роках працювала у дошкільних дитячих установах Полтавщини;

- Дружина — Галина Григорівна, до шлюбу Шельдешова, ентомолог, кандидат біологічних наук[7]

- Син вченого Сергій Олександрович Данилевський (нар. 1941) — житель Ухти; доктор геолого-мінералогічних наук, спеціаліст у галузі геології та геохімії нафти[8].

- Сестра Марія Сергіївна стала геоботаніком, кандидатом сільськогосподарських наук, багато років працювала на Українському Поліссі;

- Сестра Ірина Сергіївна (? — 1970) ледь не все життя працювала інженером-землевпорядником на Львівщині;

- Сестра Наталія Сергіївна майже 20 післявоєнних років вчителювала у Полтаві[1].;

- Сестра Марина Сергіївна, у шлюбі Чалик (1914 — ?) — лікар-фронтовик, нагороджена орденом і медалями, після війни понад чверть століття працювала окулістом у Полтаві[9].

## Наукова діяльність
Основні наукові інтереси О. Данилевського були сконцентровані на вивченні екології, фізіології та систематиці комах. Він розробив фотоперіодичну теорію сезонних змін в життєвому циклі комах і інших членистоногих. Він пояснив, як саме світло, температура та інші кліматичні фактори регулюють життя й розвиток комах. Знаючи це, можна контролювати розмноження шкідливих видів, прогнозувати зміни їх чисельності.
Як систематик він вивчав метеликів і розробив нову класифікацію палеарктичних плодожерок (родина Листовійки.
О. С. Данилевський входив до президії Всесоюзного ентомологічного товариства, спеціалізованих наукових рад Ленінградського університету, Зоологічного інституту АН СРСР, Всесоюзного інституту захисту рослин. Він працював у редакційних колегіях журналів «Энтомологическое обозрение» та Insect Physiology (Англія).

## Педагогічна діяльність
«Відкриті ним дуже складні біолого-екологічні закономірності розмноження комах у зв'язку зі змінами довжини світлового дня Олександр Сергійович викладав з такою ясністю та переконливістю, в такій блискучій формі, що межувала з художнім твором, багато ілюструючи свої положення графічним і колекційним матеріалом, що відчувався не лише великий талант вченого, але й неабияке обдарування педагога й пропагандиста.
Красиве обличчя, світлі хвилясті волоси, які він неодноразово відкидав з лоба, молода, гаряча, запальна мова і новітність повідомлення створювали відчуття рідкісного свята». Т. Т. Попова, ентомолог. 
О. Данилевський охоче взявся організувати хіміко-біологічний клас у новоствореній Фізико-математичній школі-інтернаті при Ленінградському університеті (1963) і клопотався у формуванні колективу викладачів для нього. Коли після багаторічного панування лисенківщини в СРСР виникла потреба у створенні нового шкільного підручника з загальної біології (1966), О. Данилевського запросили до авторського колективу для написання розділу «Організм і середовище». Він же розробив і власноруч виконав демонстраційні таблиці і методичні вказівки до нового курсу.

## Основні праці
- Фотопериодизм и сезонное развитие насекомых. — Л.: Изд-во ЛГУ, 1961. — 243 с. [монографія перекладена на англійську і японську мови ]
- Листовёртки Tortricidae. Триба плодожорки Laspeyresiini, Л.: Наука, 1968. (Фауна СССР. Насекомые чешуекрылые, т. 5, в. 1, Новая серия, № 98). [У співавторстві з В. І. Кузнєцовим].

## Нагороди і визнання
Беззаперечні й вагомі заслуги О. С. Данилевського відзначені урядовими нагородами (див. вище). Російське ентомологічне товариство разом з Петербурзьким університетом проводить щорічні читання пам'яті видатного вченого. У 1971 році на могилі вченого встановили пам'ятник, зроблений за проектом ленінградських архітекторів Ж. М. Вежбицького і В. М. Фромзеля, фронтового товариша Олександра Сергійовича. У 2001 році, до 90-річчя з дня його народження університет організував міжнародний симпозіум із екофізіології.
 «Олександр Сергійович Данилевський, за словами співробітників кафедри ентомології, мав той сплав шляхетності й простоти, чесності й високої культури, який робив його улюбленцем усіх. Він однаково поважно відносився до ректора університету і студента-першокурсника, до професора і старшокласника, закоханого у біологію і взагалі в науку». 